# Turbo B
Durron Maurice Butler (n. 30 aprilie 1967, Pittsburgh, Pennsylvania, SUA) cunoscut ca Turbo B, este un muzician, rapper și beatboxer american, cunoscut mai ales pentru perioada în care a fost lider al grupului de muzică electronică Snap!.